# Vitek Gábor
Vitek Gábor (1975–2015) magyar történész, levéltáros, a Fejér Megyei Levéltár egykori intézményvezetője.

## Családja
Édesapja Vitek Pál, édesanyja Rácz Valéria Mária.
Nős volt, Egy leánya van. Családjával Dinnyésen lakott.

## Életpályája
1995-ben a Jáky József Műszaki Szakközépiskolában magasépítő technikusi végzettséget szerzett. Az Eötvös Loránd Tudományegyetem Bölcsészettudományi Karának történelem szakán diplomázott. Az ELTE BTK Történelemtudományi Doktori Iskola Történelem Segédtudományai Doktori Programjának (1526-1848) doktorjelöltje volt.
A lovasberényi általános iskolában fél évet napközis nevelőként dolgozott, ezzel párhuzamosan a Gróf Széchenyi István Műszaki Szakközépiskola történelemtanára volt.
A TV2-n 2008. június 14-én leadott Magellán Gazdagnak születtek adásrészében nyilatkozott.
2012. április 26-tól haláláig a Fejér Megyei Levéltár intézményvezetője. Szakmai programjának filozófiája volt: "a levéltár a megyének legdrágább közkincse".
A Magyar Heraldikai és Genealógiai Társaságnak 2001-től volt tagja, 2009-től választmányi tagja.
2015-ben hunyt el. A székesfehérvári Béla úti temetőben temették el 2015. szeptember 3-án.

## Művei
- 2002 Vármegyeháza a bástya és a várfal helyén. Fejér megyei levéltár közleményei 28. (tsz. Erdős Ferenc, Kelemen Krisztián)
- 2002 Csákvár. (tsz. Kelemen Krisztián)
- 2003 Vereb története. (tsz. Dakó Péter)
- 2004 Fehérvárcsurgó története. (tsz. Dakó Péter)
- 2005 Nádasladány története. (tsz. Dakó Péter)
- 2009 Gárdony: Agárd, Dinnyés és Gárdony története a kezdetektől napjainkig. [5]
- 2009 Szent István király alakja Fejér vármegye jelképein: címer, pecsét, zászló. In: Intercongress. Nemzetközi Heraldikai és Genealógiai Konferencia. 81–93.
- 2009 Sigillum Comitatus Albensis. Fejezetek Fejér vármegye szimbólumainak történetéből - Fejér megyei történeti évkönyv 28. Székesfehérvár.
- 2010 Ezer év öröksége. (társszerző)[6]

A Genealógia I., II., III. kötetek szerkesztője (másokkal együtt). Rendszeresen publikált a Közszolgálat című folyóiratban.